# Какабадзе, Саргис Несторович
Саргис Несторович Какабадзе (груз. სარგის კაკაბაძე, 7 октября 1886 или 19 октября 1886, Диди-Кухи, Кавказская администрация — 2 апреля 1967, Тбилиси) — советский грузинский историк и филолог, доктор исторических наук, профессор. Старший брат художника Давида Какабадзе.

## Биография
Саргис Какабадзе родился в 1886 году в селе Кухи близ города Кутаиси.
Учился на факультете востоковедения Санкт-Петербургского университета, окончил его в 1910 году.
С 1911 по 1918 год преподавал историю в одной из гимназий Тифлиса.
С 1919 года был профессором Тбилисского государственного университета. С 1921 по 1926 год был директором Государственного исторического архива Грузии.
Основными направлениями научной деятельности Саргиса Какабадзе были: история Грузии, история грузинской литературы. Большое внимание Саргис Какабадзе уделял изучению наследия Шоты Руставели.
Саргис Несторович был автором более 100 научно-исследовательских статей и монографий.
Саргис Какабадзе умер в 1967 году в Тбилиси.
Похоронен в Дидубийском пантеоне писателей и общественных деятелей. Рядом с ним похоронена его жена — Мариам Зумбулидзе (1893—1984).

## Память
Именем братьев Давида и Саркиза Какабадзе названа улица в Тбилиси